# بوكون (تشيلي)
بوكون (بالإسبانية: Pucón)‏ هي مدينة وبلدية في تشيلي تديرها بلدية بوكون. تقع المدينة في مقاطعة كاوتن، إقليم أروكانيا، 100  كم إلى الجنوب الشرقي من تيموكو و780  كم إلى الجنوب من سانتياغو. تقع المدينة على الشاطئ الشرقي لبحيرة فيلاريكا، ويقع بركان فيلاريكا على بعد حوالي 17 كم نحو الجنوب.
موقع بوكون بجانب البحيرة والبركان، جنبا إلى جنب مع مناخها المستقر نسبيا، وخاصة في فصل الصيف،  يجعلها وجهة مشهورة للسياح. تتوفر في المنطقة مجموعة متنوعة من الرياضات والأنشطة للسياح، بما في ذلك التزلج على الماء والتزلج على الجليد والتجديف بالكاياك وركوب الخيل والينابيع الطبيعية الحارة والقفز بالمظلات.

## التاريخ
أثناء غزو تشيلي، أسس الإسبان مدينة فيلاريكا عام 1552 في المنطقة التي تُعرف الآن باسم بوكون.  قام الإسبان بتعدين الذهب على نطاق واسع في الرواسب الغرينية حول هذه المدينة. ومع ذلك، في مرحلة ما من القرن السادس عشر، دُفن العديد خلال عمليات تعدين الذهب بعد حدوث فيضان طيني من بركان فيلاريكا القريب، مما دفع المستوطنين إلى الانتقال من المدينة نحو الغرب تاركين موقع بوكون.
تأسست مستوطنة بوكون الحديثة في عام 1883 كحصن في أعقاب احتلال أراوكانيا عندما خضعت الدولة الشيلية لسيطرة السكان الأصليين في منطقة أراوكانيا.

## التركيبة السكانية
وفقا لتعداد عام 2002 الذي أجراه معهد الإحصاء الوطني الشيلي، تمتد بوكون على مساحة 1,248.5 كـم2 (482 ميل2)، ويبلغ عدد سكانها 21,107 نسمة (10,705 رجال و 10,402 امرأة). ومن بين هؤلاء، هناك 13,837 (65.6٪) يعيشون في المناطق الحضرية و 7,270 (34. ٪) في المناطق الريفية. نما عدد السكان بنسبة 47٪ (6,751 شخص) مابين 1992 و2002.

## السياحة

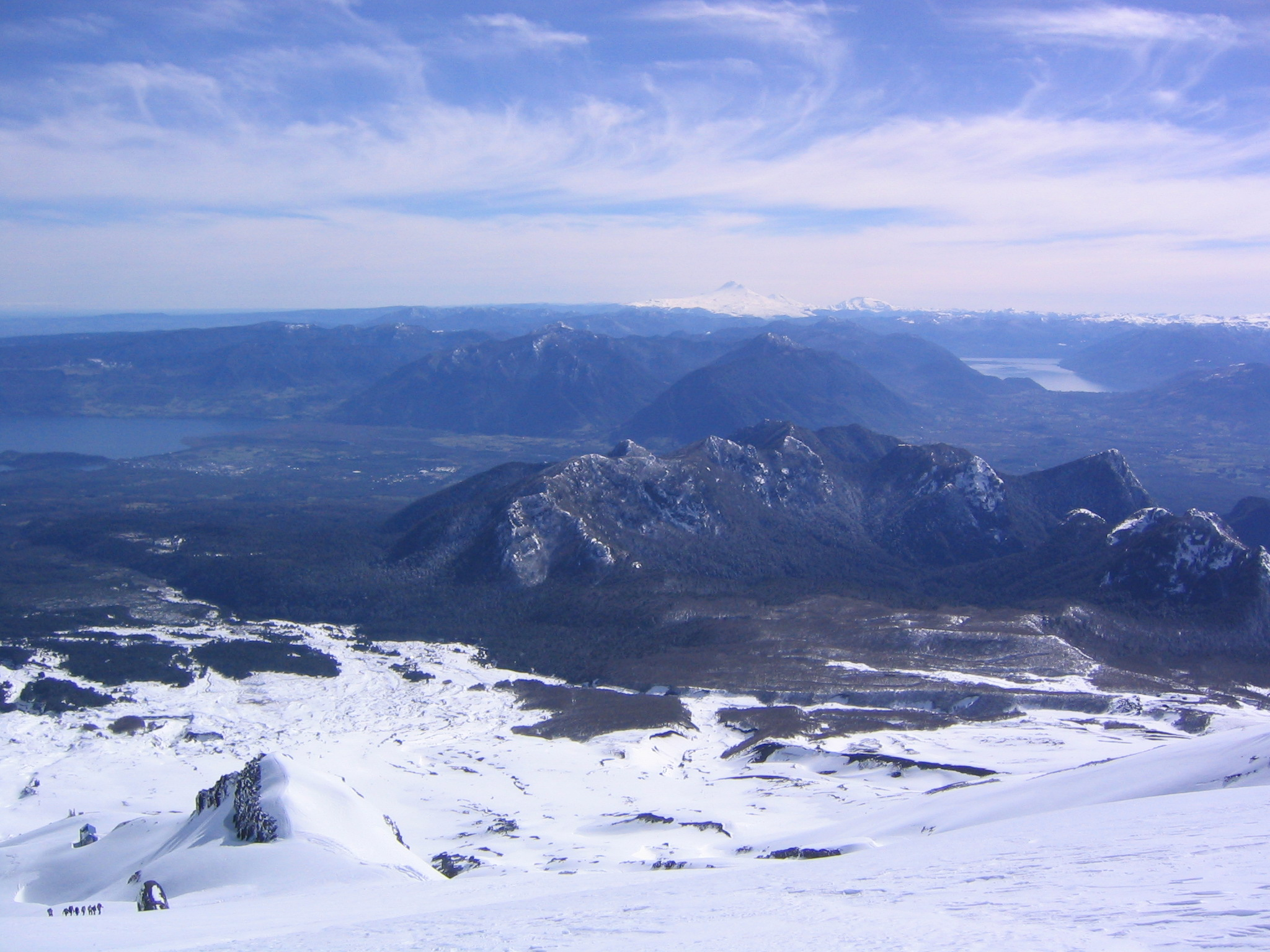
منطقة بحيرة أراوكانيا

بوكون هي مركز رئيسي لسياحة المغامرات في تشيلي، حيث تجذب المنطقة العديد من الزوار المحليين والأجانب على حد سواء على مدار السنة، وذلك بفضل محيطها الطبيعي المذهل الذي يشمل البراكين والبحيرات والشلالات والمحميات الطبيعية والينابيع الحارة. تشمل الأنشطة السياحية الشهيرة خلال فصل الصيف المشي لمسافات طويلة وركوب الخيل ومشاهدة الطيور وصيد الأسماك والقفز بالمظلات والتجديف. في فصلي الشتاء والربيع، يمكن ممارسة التزلج أو التزلج على الجليد على سفوح بركان فيلاريكا أو زيارة أحد الحمامات الحرارية العديدة المنتشرة حول غابة فالديفيان المطيرة المعتدلة القريبة من المدينة. يتم تنسيق هذه الأنشطة بسهولة من لدن المدينة نفسها، والتي تضم العديد من المكاتب السياحية ووكالات السفر. على الرغم من مساحتها الحضرية الصغيرة نسبيا، إلا أن البنية التحتية للسكن في بوكون متطورة بشكل جيد، حيث تتنوع ما بين بيوت الرحالة والفنادق الفاخرة. يمكن الاستمتاع بمأكولات المطبخ التشيلي وحتى العالمي في أي من مطاعم المدينة العديدة. في الآونة الأخيرة، أصبحت بوكون وجهة رئيسية لاستثمارات المنزل الثاني وهجرة الراحة. 

## التعليم
في السابق كان تتواجد في المنطقة مدرسة ألمانية تدعى (بالألمانية: Deutsche Schule Pucón). 

## وسائل النقل
يخدم المدينة مطار بوكون، والذي يمكنه التعامل مع الطائرات بحجم طائرة بوينج 737.

## المدن الشقيقة
- بحيرة أوسويغو، أوريغون، الولايات المتحدة